# Friedrich Grohs
Friedrich Grohs (* 11. Mai 1917 in Klagenfurt; † 13. Dezember 1989 in Wien) war ein Rechtsanwalt in Wien, Vizepräsident der Österreichischen Rechtsanwaltskammer und ÖVP-Gründungsmitglied.
Grohs war Widerstandskämpfer gegen den Nationalsozialismus in der Widerstandsgruppe O5. Wohl durch Glück entkam er den Erschießungskommandos durch die Nationalsozialisten in Floridsdorf (Am Spitz). Zeit seines Lebens korrespondierte er mit Simon Wiesenthal und trat für eine lückenlose Aufklärung der Nazizeit ein.
Friedrich Grohs war verheiratet mit Maria-Luise Grohs (geborene Skrein), Tochter des Rechtsanwalts Rudolf Skrein, dessen Kanzlei Grohs gemeinsam mit Friedrich Skrein weiterführte. Aus der Ehe stammen vier Kinder.